# Елмас
Ѐлмас (на италиански: Elmas; на сардински: Su Masu, Су Мазу) е град и община в Южна Италия, провинция Каляри, автономен регион и остров Сардиния. Разположен е на 7 m надморска височина. Населението на общината е 9112 души (към 2010 г.).